# Коукал мінданайський
Коука́л мінданайський (Centropus melanops) — вид зозулеподібних птахів родини зозулевих (Cuculidae). Ендемік Філіппін.

## Опис
Довжина птаха становить 42-48 см, самці важать 195-237 г, самиці 182-265 г. На обличчі чорна "маска", решта голови, шия, верхня частина спини і груди блідо-охристі. Крила коричневі, решта нижньої частини тіла чорна, хвіст чорний, блискучий. Райдужки червоні, дзьоб і лапи чорні.

## Поширення і екологія
Мінданайські коукали мешкають на островах Мінданао, Бохоль, Лейте, Самар, Біліран, Басілан, Дінагат і Сіаргао. Вони живуть у вологих рівнинних тропічних лісах і в деградованих лісах. Ведуть переважно наземний спосіб життя, живляться комахами та іншими безхребетними, яких шукають на землі. Не практикують гніздовий паразитизм. Гніздо закрите, робиться з трави. В кладці від 3 до 5 яєць, інкубаційний період триває 14 днів. Насиджують і самиці, і самці.